# Володіївці (зупинний пункт)
Володії́вці — пасажирський залізничний зупинний пункт Жмеринської дирекції Південно-Західної залізниці.
Розташований у селі Володіївці Барського району Вінницької області на лінії Жмеринка-Подільська — Могилів-Подільський між станціями Копай (4 км) та Котюжани (13 км).
Обслуговується приміськими поїздами, поруч перетин із дорогою з покриттям.